# 哥伦布市议会
哥伦布市议会是俄亥俄州哥伦布市的立法机构，共有7名议员，由at-large选举产生。